# プレデターホーク
プレデターホーク (Predator Hawk) は、イスラエルのIMIシステムズによって開発された精密誘導ロケット弾（地対地ミサイル/弾道ミサイル）である。

## 概要
口径370mmのロケット弾にGPS・GLONASS・INSによる誘導機能を持たせたもので、300kmの射程で平均誤差半径 (CEP) 10mの精度を持つ。弾頭重量は140kg。
IMIが開発した他のロケット弾システムと同様、リンクス 自走ロケットランチャーや、その他様々な既存のプラットフォームからの発射が可能である。
プレデターホークは2発を搭載可能な発射用コンテナに収容され、リンクスに搭載する場合2基のコンテナを搭載可能である事から、1台のリンクス発射機に4発のプレデターホーク飛翔体を搭載可能である。